# Woodhill (Auckland)
Pour les articles homonymes, voir Woodhill.
La ville de Woodhill est une localité de la région d' Auckland située dans l'Île du Nord de la Nouvelle-Zélande.

## Situation
Elle est localisée dans le Western Ward du district de Rodney. 
Woodhill est à  approximativement 6 kilomètres au nord-ouest de la ville de Waimauku et à 10 km au sud d'Helensville sur le trajet de la route State Highway 16/S H 16 (en).
La ligne de chemin de fer de la ligne de chemin de fer du nord d’Auckland (en) passe à travers le secteur. 
La forêt de Woodhill (en) siège à l'ouest de la ville , .

## Activités économiques
La ligne du chemin de fer a atteint Woodhill en 1880 et a permis l'expansion du village agricole existant. 
La crèmerie Ambury transportait la crème par le rail pour la fabrication du beurre, qui avait lieu à Auckland. 
Un bureau de poste fut établi et un magasin ouvert en face de la crèmerie, devenant le centre social jusqu'à ce qu'il soit détruit par le feu dans les années 1970. 
Le Woodhill Hall  fut aussi un centre de la vie sociale et de partage. 
Il contenait une bibliothèque dès la fin des années 1920 et fut aussi utilisé comme église pour les services religieux .
En 1920, la plantation d'arbres pour mettre en valeur les dunes de sable vers l'ouest de la ville attira les travailleurs de la forêt dans le village et une pépinière de pins fut créée à  Woodhill en 1934. 
Un village fut créé dans les collines pour les travailleurs du bois et leurs familles. 
Après la privatisation de la forêt en 1987, ce village disparut.

## Éducation
L'école de Woodhill est une école mixte entièrement primaire, allant des années 1 à 8, avec un taux de décile de 6  et un effectif de29 élèves (en mars 2021). 
L'école a célébré son 126 e anniversaire en 2003 .